# Igor Corvers
Igor Corvers (19 mei 1975) is een Belgische handballer die anno 2006 onder contract stond bij Kreasa Houthalen.

## Levensloop
Hij ontdekte de handbalsport op 13-jarige leeftijd bij Handbalclub Hannibal Tessenderlo. Daar doorliep hij ook de jeugdreeksen en kwam hij op 16-jarige leeftijd in de eerste ploeg in de tweede landelijke klasse. Hij doorliep tevens de jeugdploegen voor de nationale ploeg. 
Na de kampioenstitel met Tessenderlo in tweede landelijke klasse werd hij getransfereerd naar Olse Merksem waar hij in zijn driejarig verblijf eenmaal werd verkozen tot "Olse Merksem speler van het jaar". Met Merksem mocht hij ook voor de eerste keer proeven aan Europees handbal tegen Toulouse, met toen onder andere de Franse topspeler Jérôme Fernandez in de gelederen. 
Na Merksem speelde hij één seizoen bij Sporting Neerpelt waar hij onder andere Europees speelde tegen het Turkse Diyarbakır. Na dit seizoen transfereerde hij naar een andere eredivisionist Ajax Lebbeke waarmee een seizoen Europees speelde tegen SSV Brixen, de club waar de Franse wereldkampioen Denis Latoux onder contract stond. 
De drie seizoenen bij Ajax Lebbeke stonden in het teken van degradatiehandbal en uiteindelijk ging Ajax Lebbeke ten onder aan financiële perikelen. Sinds 2002 speelde hij bij Kreasa Houthalen in de eerste nationale klasse.